# Haplochromis heusinkveldi
Haplochromis heusinkveldi är en fiskart som beskrevs av Witte och Witte-maas, 1987. Haplochromis heusinkveldi ingår i släktet Haplochromis och familjen Cichlidae. IUCN kategoriserar arten globalt som akut hotad. Inga underarter finns listade i Catalogue of Life.